# Ockragult sprötfly
Ockragult sprötfly (Paracolax tristalis) är en fjärilsart som först beskrevs av Fabricius 1794.  Ockragult sprötfly ingår i släktet Paracolax, och underfamiljen sprötflyn till familjen näbbflyn. Arten är reproducerande i Sverige.

## Bildgalleri

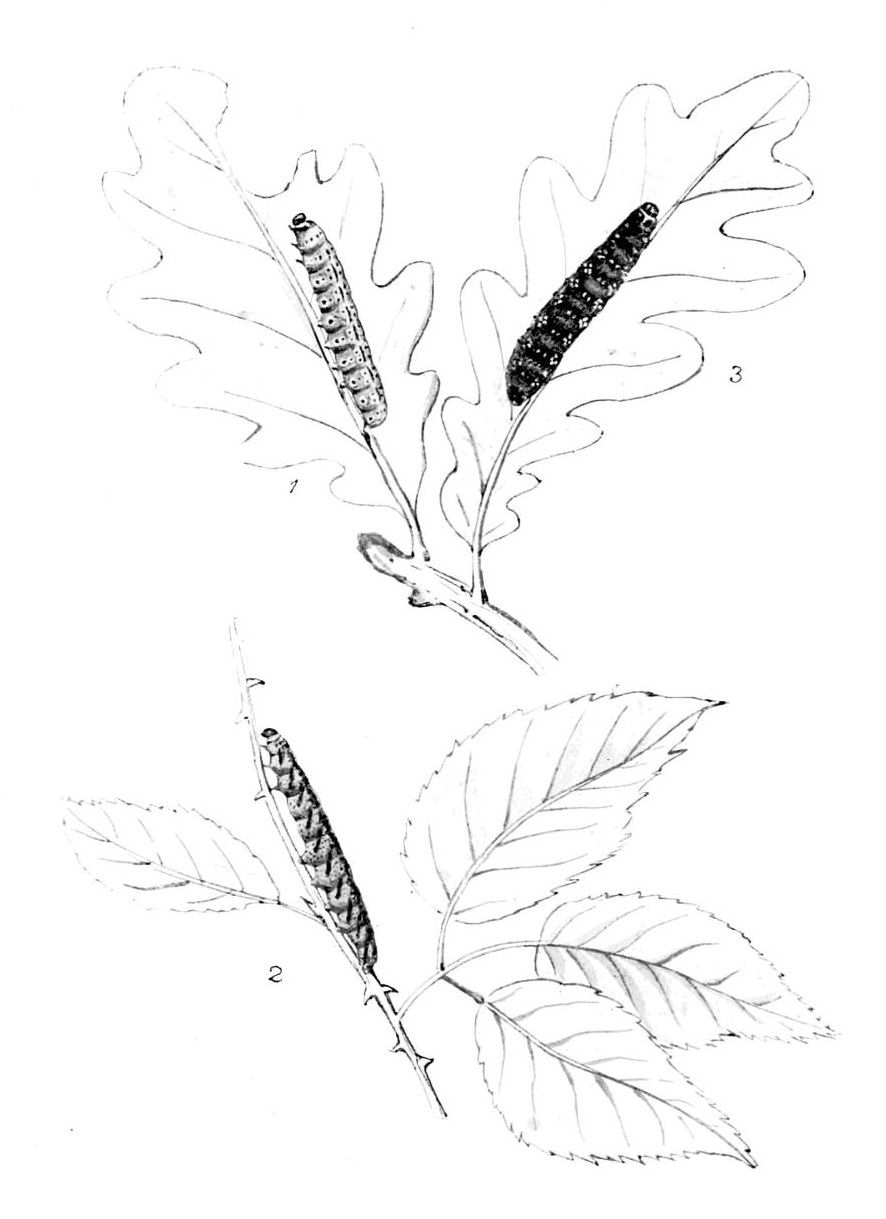
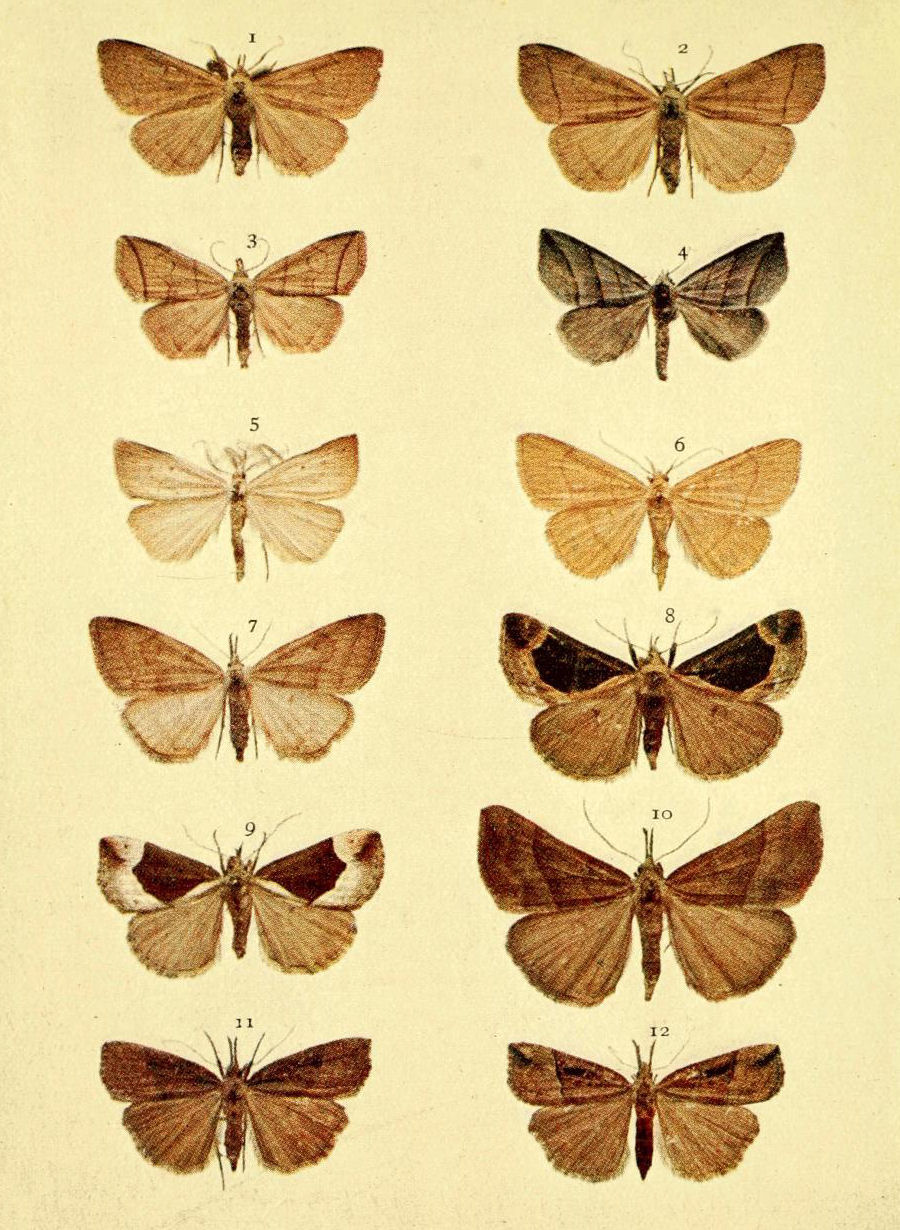
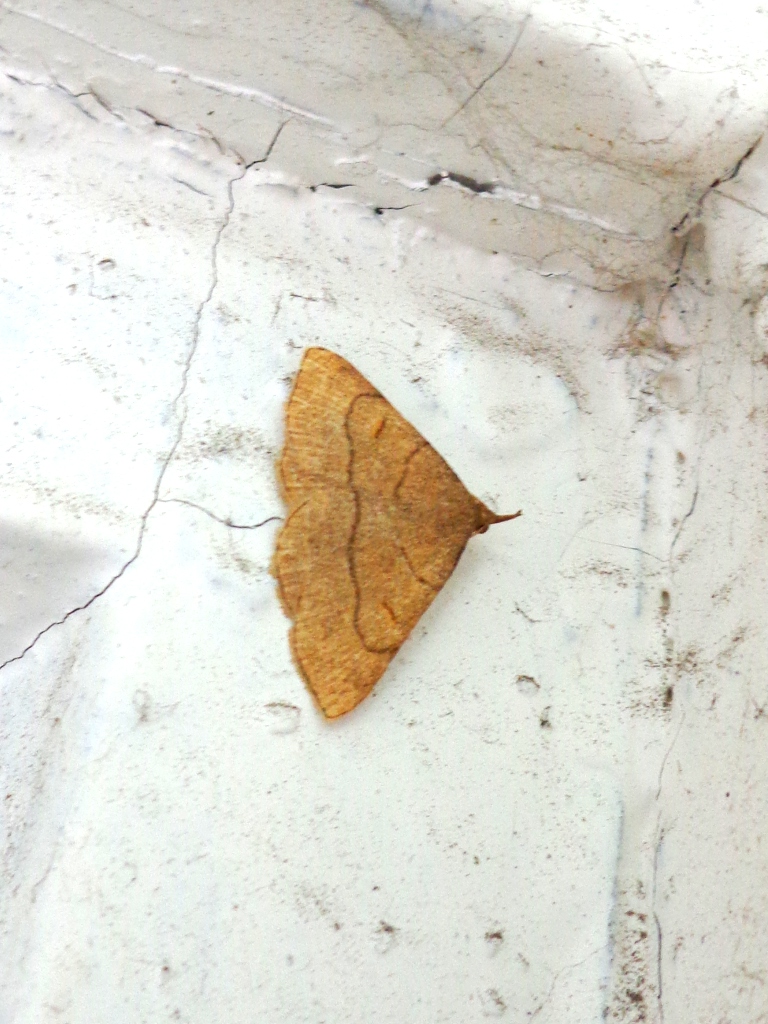